# Atrichelaphinis tigrina
Atrichelaphinis tigrina är en skalbaggsart som beskrevs av Olivier 1789. Atrichelaphinis tigrina ingår i släktet Atrichelaphinis och familjen Cetoniidae. Inga underarter finns listade.